# Hrvatska udruga za medijaciju
Hrvatska udruga za medijaciju, ranije Hrvatska udruga za mirenje, poznatija kao HUM, temepljena je 2003. od skupine medijatora entuzijasta za rješavanja sukoba koji se temelji na dijalogu, međusobnom uvažavanju te razumijevanju stajališta i interesa suprotstavljenih strana.

## Djelokrug rada i aktivnosti
HUM je od Ministarstva pravosuđa i uprave Republike Hrvatske akreditirana institucija za provođenje medijacije i obučavanje medijatora. Nadalje, odlukom Ministarstva poduzetništva, gospodarstva i obrta Republike Hrvatske Centar za medijaciju HUM-a notificiran je kao tijelo za alternativno rješavanje potrošačkih sporova.[nedostaje izvor]
Unutar udruge djeluje i Klub medijatora te Klub mladih medijatora, kao i Book Club. Udruga danas broji preko 1000 članova i mnoštvo starih i aktualnih volontera/ki. Među njima su odvjetnici, suci, gospodarstvenici, ekonomisti, stečajni upravitelji, psiholozi, učitelji i nastavnici, socijalni radnici i stručnjaci iz mnogih drugih područja, ali i pravne osobe.[nedostaje izvor]
U skladu s pravnom stečevinom Europske unije te bogatom povijesti i razvojem medijacije na globalnoj razini, HUM provodi aktivnosti među građanima, organizacijama i javnosti usmjerene na upoznavanje s mogućnostima koje pruža medijacija. Medijacija je postupak za i životnih i poslovnih problema na mnogo brži i ekonomičniji, vjerojatno i jednostavniji i ugodniji način.[nedostaje izvor]

### Usluge medijacije/mirenja
U HUM-u se provode online i uživo informativni sastanci s jednom ili svim zainteresiranim strankama, pripreme prije i za medijaciju, postupci medijacije i facilitacije.
Medijacija ili mirenje je potpomognuto pregovaranje u kojem stranke uz pomoć treće nepristrane osobe - medijatora/izmiritelja pronalaze zajedničko rješenje problema/sukoba. Postupak je dobrovoljan, povjerljiv te privatan. Stranke mogu same izabrati medijatora s Liste medijatora HUM-a. Sastanci se provode i traju prema raspoloživosti svih sudionika. U Centru za medijaciju HUM-a u 2019, preko 80 posto medijacija je završeno pisanom nagodbom. U 50 posto medijacija, nagodba je sklopljena na prvom i jedinom sastanku. Medijacije su do nagodbe trajale prosječno 1 sat i 45 minuta. Zadovoljstvo s medijacijom i s medijatorima je najčešće stopostotno neovisno o sklapanju nagodbe, a sve stranke koje su u HUM-u koristile medijaciju, preporučile bi je i drugima.

### Edukacije
HUM provodi online i uživo osnovne i dodatne obuke za izmiritelje/medijatore. Medijator postaje osoba koja je uspješno završila osnovnu obuku za medijatore u trajanju od najmanje 40 sati, sukladno Pravilniku o registru izmiritelja. Nakon obuke upisuje se u Registar izmiritelja koji se vodi kod Ministarstva pravosuđa i uprave RH. Medijator je dužan svake dvije godine dodatno se usavršavati, odnosno pohađati dodatnu obuku u trajanju od 20 sati. 

### Godišnje aktivnosti popularizacije
HUM svake godine u trećem tjednu listopada, s naglaskom na četvrtak, kada se slavi Svjetski dan rješavanja sukoba, obilježava Tjedan medijacije. U tom se Tjednu organiziraju razne aktivnosti/okrugli stolovi/predavanja za građane i medijatore. Tjedan je dodatna prilika za informiranje o medijaciji. Medijacije čije pokretanje stranke pojedinačno ili zajedno predlože tijekom ovog Tjedna, u HUM-u će se provesti bez naknade (besplatno).

## Vanjske poveznice
- Lista medijatora HUM-a